# Antonínova Výšina
Antonínova Výšina (in tedesco Antonienhöhe) è una frazione di Vojtanov, comune ceco del distretto di Cheb, nella regione di Karlovy Vary.

## Geografia fisica
È un piccolo villaggio situato a circa 3 km a sud di Vojtanov. Di qui passa la strada I/64. Ci sono 6 abitazioni registrate, in cui vivono permanentemente quattro persone.
Antonínova Výšina si estende per un'area di 275,53 ha, equivalenti a circa 2,76 km².